# گیوم نیکلو
گیوم نیکلو (فرانسوی: Guillaume Nicloux‎؛ زادهٔ ۳ اوت ۱۹۶۶) بازیگر، کارگردان فیلم، فیلم‌نامه‌نویس و نویسنده رمان‌های جنایی اهل فرانسه است.
از فیلم‌ها یا برنامه‌های تلویزیونی که وی در آن نقش داشته‌است، می‌توان به در میان موج‌ها، پایان جهان، راهبه، عید و من تنها ایستاده‌ام اشاره کرد.